# Ли (Уилтшир)
Ли (англ. Lea) — деревня в Уилтшире (Англия), примерно в миле к востоку от Малмсбери.
Является частью общины Ли и Клевертон, который включает деревню Гарсдон и селение Клевертон. Согласно переписи 2011 года, в округе проживало 812 человек. Гарсдон раньше был отдельной общиной. Первым жителем Ли в 1340 году был Ralph of Combe, в честь него назван юго-западный угол Ли, Combe Green, который иногда пишут с орфографическими ошибками как Coombe Green.

## Жизнь в деревне
Начальная школа Lea & Garsdon CE обслуживает Ли, Клевертон, Гарстон и Чарльтон. Средняя школа — Malmesbury School. В деревне есть паб. Другие удобства в деревне: теннисный корт и игровая площадка для детей.

## Спорт
В деревне была команда по крикету с 2002 по 2009 года (Lea Lackadasicals). Они играли около 10 товарищеских игр в год, обычно в воскресные дни.